# 역할
역할(役割, 영어: Role) 또는 사회적 역할(社會的役割)은 사회 내에서 한 개인에게 기대되는 행동양식을 뜻하는 사회학 용어이다. 한국어 화자 사이에서, 특히 대한민국 내에서, 일반인들이 자주 사용하고 있는 형태인 "역활"은 사전에 없는 낱말이며, “역할”의 잘못이다. 각각의 사회적 역할은 개인이 직면하고 수행하는 권리, 의무, 기대, 규범과 행동의 집합이다. 이 이론은 개인이 예측 가능한 방향으로 행동함과 사회적 위치나 다른 요소를 기반으로 행동함을 전제한다. 극장은 종종 역할 이론을 설명하는 데 은유적으로 사용된다.

## 역할
역할에는 다음과 같은 종류가 있다.
- 생득적 역할 ― 개인의 의사와 관계 없이 선천적으로 부여되는 역할.
- 획득적 역할 ― 개인 능력 또는 노력에 대한 결과로서 부여되는 역할.

## 개요
사람과 사람의 상호작용 속에서 개인이 타인과의 관계에서 취하는 행동의 형(型)을 역할이라고 한다. 개인은 일정한 인간관계의 마당에서 자기의 위치 또는 지위에 어울리는 것으로서 타인에게서 기대되고 또는 강제되는 행동을 취한다. 친자(親子)관계에 있어서 어버이는 자식이 어버이로서의 자기에게 기대하는 행동을 하며, 자식은 어버이가 기대하는 또는 강제하는 행동을 한다. 이렇게 사회적 행동의 마당에서 타인과의 행동의 맥락(脈絡)에 의한 일정한 행동의 형이 나타나면 그것이 즉 역할이다. 역할은 사회적 교섭을 통해서 학습되어, 자기와 타인의 여러 역할이 통합되고 개인의 내부에서 내면화되어 역할습성이라는 형태로 인격의 일부를 이루게 된다. 역할의 개념에 처음 주목한 사람은 미국의 사회철학자 미드(Mead)이다. 미드는 '역할의 섭취'라는 개념을 중심으로 해서 자아(自我)의 이론을 구축했다. 그는 유아(幼兒)의 역할 학습과 자아의 발생을 3단계로 나누어 설명했다.첫단계는 단순한 역할의 섭취이다. 어린이가 엄마 놀이, 의사 놀이를 할 수 있게 된다는 것은 보통 다른 타인인 모친 또는 의사의 행동의 형을 자기 내부에 끌어들이는 능력이 생겼다는 것을 의미한다.인형놀이를 하고 있는 어린이는 자신이 엄마의 역할을 하고, 인형에게는 본래의 자기 자신인 어린이의 역할을 맡긴다. 이것은 어느 정도 자기 자신을 객체화(客體化)하는 능력이 생긴 것을 의미한다. 두번째 단계에서는 어린이가 몇 가지 역할을 동시에 받아들이는 능력을 갖춤으로써 그런 몇 가지 역할로 조직된 사회활동에 참여할 수 있게 된다. 야구의 경우 게임은 포수, 투수, 1루수를 비롯해서 모두 아홉 가지의 역할로 조직되는데 그 중 어느 한 가지를 분담해서 게임에 참가하는 어린이는 다른 여덟 가지 역할을 동시에 다 받아들이는 능력을 갖추고 있지 않으면 안 된다.포수는 투수의 버릇을 충분히 알고 있지 않으면 안 되며 유격수는 2루수 및 3루수와의 관계에서 자기의 수비범위를 정한다. 간단히 말해서 아홉 가지 역할을 조직된 것으로서 받아들일 때 하나의 포지션을 유효하게 움직이는 결과를 가져온다. 세번째 단계에서는 이 조직된 역할이 한층 더 일반화된 것, 즉 '일반화된 타인'을 받아들임으로써, 개인의 사회적 참가가 가능해진다. 일반화된 타인이란 결국 사회집단이라는 형태로 조직된 사람들의 각종각양의 역할인데, 이렇게 사회를 역할의 체계로서 파악한다면 개인이 사회에 참가한다는 것은 이 역할의 체계 내부에 자기의 위치 내지는 지위를 확정시킨다는 것을 의미한다고 보는 것이다. 그러므로 '지위'라는 개념은 역할체계의 구조적 측면(構造的側面)인데 이 구조적 측면에서 본다면 인간의 역할행동·역할기대(期待)·역할연기(演技)·역할갈등 등의 개념을 생각할 수 있다. 구체적인 사회생활은 사람들이 참가하고 있는 사회집단 내부의 일정한 지위에 관련되는 복잡한 역할행동에 의해 영위된다고 말할 수 있을 것이다.

## 같이 보기
- 사회적 지위
- 사회적 위치
- 성 역할